# آماندا شول
آماندا اسکال (انگلیسی: Amanda Schull) متولد ۲۶ اوت ۱۹۷۸ یک بازیگر آمریکایی و رقاص باله است.او بازیگری را از سال 2000 با بازی در فیلم مرکز صحنه شروع کرد وی در فیلم های یک درخت هیل، دروغگوهای کوچک و زیبا و مجموعه تلویزیونی 12 میمون بازی کرده است.

## گزیدهٔ آثار

### سینما
- من خشمگین هستم (۲۰۱۶)
- جی. ادگار (۲۰۱۱)

### تلویزیون
- نیکیتا (۲۰۱۳)
- سوتس (۲۰۱۵–۲۰۱۳)
- منتالیست (۲۰۱۲)
- گریم (۲۰۱۲)
- غیب‌گو (۲۰۱۲)
- دو مرد و نصفی (۲۰۱۱)
- دروغ‌گوهای کوچک زیبا (۲۰۱۶–۲۰۱۰)
- استخوان‌ها (۲۰۱۰)
- به من دروغ بگو (۲۰۰۹)